# Park Żelazna Woda we Lwowie
Park Żelazna Woda we Lwowie (ukr. Залізна Вода) – założony przez miejskiego inżyniera Arnolda Röhringa w 1894 we Lwowie 19,5 ha park przy ówczesnej ul. św. Zofii. Nazwa parku pochodzi od źródeł zawierających związki żelaza.
W latach 1810–1824 mieścił się tu letni Teatr Niemiecki. W dolnej części parku znajdował się naturalny staw, za II Rzeczypospolitej przekształcony na kąpielisko. Przed 1939 nosił nazwę Park Narutowicza.
Wejścia do parku wiodą od obecnych ulic Muszaka i Łukiewicza.